# Cắt caracara đen
Caracara đen (tên khoa học Daptrius ater) là một loài chim có kích thước trung bình (khoảng 400 gram) thuộc chi đơn loài Daptrius trong họ Falconidae. Chúng tìm thấy được ở Bolivia, Brazil, Colombia, Ecuador, Guiana thuộc Pháp, Guyana, Peru, Suriname, và Venezuela.